# 丹巴曲
丹巴曲，主河段称丹龙曲（藏語：མདའ་ལུང་ཆུ，藏语拼音：Dalung Qu；义都语：Talo），位於印度控制的阿魯納恰爾邦，是布拉馬普特拉河的一條支條，發源於上迪邦山谷縣北部。幹流流經上迪邦山谷縣、下迪邦山谷縣，進入阿薩姆邦的丁蘇吉亞縣，最終注入布拉馬普特拉河。
丹巴曲幹流河長195公里。下游有部分分流流入魯希特河。印度政府在丹巴曲與魯希特河、布拉馬普特拉匯合處的江心島設有迪布魯－塞科瓦國家公園。